# The Boston Camerata
The Boston Camerata es un grupo de música antigua estadounidense fundado en 1954. Hasta el año 1974 estuvo asociado con el Boston Museum of Fine Arts. Desde 1968 ha estado dirigido por Joel Cohen, que también dirige el grupo Camerata Mediterranea.

## Discografía
A lo largo de los años, el grupo ha grabado para los sellos Erato, Harmonia Mundi, Nonesuch y Telefunken.
En la siguiente lista, las grabaciones se han ordenado por la fecha de la primera edición, pero se han puesto las reediciones más modernas que se pueden encontrar actualmente en el mercado en CD. En los casos en los que no exista reedición en CD, se informa de la correspondiente edición en vinilo:
- 1970 – Monteverdi: Scherzi musicali (Vox "Turnabout" TV 34388 S; LP).
- 1973 – The Wandering Musicians. Flemish composers in Renaissance Italy (Vox "Turnabout" TV S 34512; LP).
- 1973 – Courts and Chapels of Renaissance France. Music for voices and early instruments from Paris, Dijon, Geneva & Avignon c.1450-1600. Brandeis Early Music Ensemble (Titanic Ti-4; LP).
- 1974 – Musica Teutonica. German music of the Middle Ages and Renaissance (Telefunken 642629AW; LP).
- 1974 – A Renaissance Christmas (Vox "Turnabout" TV S 34 569; LP).
- 1975 – A Medieval Christmas (Elektra; Nonesuch 9 71315-2).
- 1976 – The Roots of American Music (Advent E1062; cassette).
- 1978 – Marc-Antoine Charpentier: Messe de Minuit sur des airs de Noël (Telefunken 642630; LP).
- 1978 – Sing We Noel. Christmas Music from England & Early America (Nonesuch 9 71354.
- 1978 – Musique Judéo-baroque. Rossi, Saladin, Grossi (Harmonia Mundi HMA 190 1021).
- 1979 – Nativitat en Occitania e endacòm mai (Ventadorn VTD 324; LP).
- 1979 – Music of Josquin des Pres (Titanic Ti-22; LP).
- 1980 – Henry Purcell: Dido & Aeneas (Harmonia Mundi HM 10067).
- 1980 – Pierre Certon: Chansons; Messe "Sus le pont d'Avignon" (Harmonia Mundi "Musique d'abord" HMA 190 1034).
- 1981 – Josquin Des Prez: Missa Pange Lingua (Harmonia Mundi HM 5119; LP).
- 1981 – Chants de l'exil. Songs from Jewish Musicians in Exile. Musiciens juifs en Europe 1200-1600 (Erato STU 71429; LP).
- 1983 – E viva Venezia. Boston Camerata y otros grupos (Erato STU 71497; LP).
- 1984 – La Primavera. La Nature dans la Musique de la Renaissance (Erato STU 71545; LP).
- 1985 – A Renaissance Christmas (Elektra; Nonesuch 9 79134-2).
- 1985 – Guillaume de Machaut: Messe de Nostre-Dame & Chansons (Harmonia Mundi HMC 5122; LP).
- 1986 – L'homme armé: 1450-1650. Musique de guerre et de paix (Erato ECD 88168).
- 1987 – Tristan et Iseult. Une légende du Moyen-Age en musique et en poésie (Erato ECD 75528).
- 1989 – The Sacred Bridge. Jews & Christians in Medieval Europe (Erato 292-45513-2).
- 1989 – Noël, Noël. Noël français. French Christmas Music 1200-1600 (Erato 22992-45420-2).
- 1990 – New Britain. Les Racines du Folksong Américain (Erato 2292-45474-2).
- 1991 – The American Vocalist. Spirituals and Folk Hymns, 1850-1870 (Erato 2292-45818-2).
- 1991 – Le Roman de Fauvel. Ensemble Project Ars Nova (Erato 4509-96392-2).
- 1991 – A Baroque Christmas. Music of Monteverdi, Purcell, Schein, Charpentier, and anonymous authors (Elektra; Nonesuch 7559 79265-2).
- 1992 – Jean Gilles: Requiem (Erato 2292-45989-2).
- 1992 – Nueva España. Close Encounters with the New World, 1590-1690 (Erato 2292 45977-2).
- 1993 – An American Christmas. Carols, hymns and spirituals, 1770-1870 (Erato 4509-92874-2).
- 1994 – Simple Gifts. Shakers Chants and Spirituals (Erato 4509-98491-2).
- 1994 – Lamentations: Holy Week in Provence. Gilles, Bouzignac, Carpentras (Erato 4509-98480-2).
- 1994 – Trav'ling Home. American Spirituals 1770-1870 (Erato 0630-12711-2).
- 1995 – Dowland: Farewell Unkind. Songs & dances (Erato 0630 12704-2).
- 1996 – Angels. Voices from Eternity (Erato 0630-14773-2).
- 1996 – Carmina Burana (Erato 0630 14987-2; Apex 2564 62084-2).
- 1997 – Douce Beauté. Pierre Guédron et l'Air de Cour, 1590-1640 (Erato 3984 21656-2).
- 1997 – Liberty Tree. American Music 1776-1861 (Erato 3984-21668-2).
- 1997 – What then is love? An Elizabethan Songbook (Erato 23417).
- 2000 – Golden Harvest. More Shaker Chants and Spirituals (Glissando 020).
- 2005 – A Mediterranean Christmas. Songs of celebration from Spain, Provence, Italy & Middle East, 1200-1900. Sharq Arabic Music Ensemble (Warner Classics 2564-62560-2).

Álbumes recopilatorios
- 1997 – With Joyful Voice (Nonesuch 79303; 3 CD).  Incluye las siguientes grabaciones:
  - 1974 – A Renaissance Christmas
  - 1975 – A Medieval Christmas
  - 1991 – A Baroque Christmas